# Laure Miller
Pour les articles homonymes, voir Miller.
Laure Miller, née le 25 décembre 1983 à Reims, est une avocate et femme politique française. Elle est élue députée de la Marne pour la majorité présidentielle le 29 janvier 2023.

## Biographie
Laure Miller est la petite-nièce de René Dumont, pionnier de l'écologie politique et candidat à l'élection présidentielle de 1974.
Laure Miller est durant plusieurs années secrétaire adjointe de l'Union pour un mouvement populaire (UMP) dans la Marne. Elle est adjointe au maire de Reims à partir de 2014 et vice-présidente du conseil départemental de la Marne depuis 2015. Lors de la primaire de la droite et du centre de 2016, elle soutient la candidature de Nicolas Sarkozy et se charge de sa campagne numérique. Elle exerce brièvement la profession d'avocate en 2017.
Lors de l'élection présidentielle de 2022, elle est un soutien de la candidate des Républicains Valérie Pécresse. Elle se porte ensuite candidate aux élections législatives de 2022 dans la 2e circonscription de la Marne. Échouant à être investie par Les Républicains, qu'elle reconnaît comme sa « famille politique », elle est finalement investie un mois plus tard par la coalition de la majorité présidentielle Ensemble. Son investiture par Ensemble intervient alors qu'Aina Kuric, députée sortante de la 2e circonscription de la Marne et adhérente d'Horizons, vient d'annoncer sa candidature, qu'Horizons pensait acquise comme candidature de la majorité présidentielle. Lors de sa campagne, afin de se différencier d'Aina Kuric, Laure Miller fait imprimer une première série de bulletins mentionnant « la candidate officielle d'Emmanuel Macron », ce qui les rend invalides. Au premier tour, 800 des bulletins de vote pour Laure Miller sont déclarés nuls, tandis qu'il lui manquait seulement 250 voix pour accéder au second tour de l'élection. Estimant que son erreur est administrative, son parti dépose un recours en annulation de l'élection. Le Conseil constitutionnel lui donne raison et annule l'élection.
Elle est à nouveau candidate pour l'élection législative partielle dans la 2e circonscription de la Marne. Horizons accepte de ne pas réinvestir Aina Kuric, en faveur de Laure Miller. Elle arrive en seconde position à l'issue du premier tour avec 30% des voix. Elle est élue députée le 29 janvier 2023 avec 51,8 % des voix, face à la candidate Rassemblement national Anne-Sophie Frigout. À nouveau candidate en 2024, elle conserve son siège.
Sur le sujet de la régulation du numérique, elle est élue en mars 2025 rapporteure d'une Commission d'enquête, présidée par son collègue socialiste Arthur Delaporte, qui déploie ses travaux semestriels sur les effets psychologiques de TikTok sur les mineurs,.
.

## Synthèse des résultats électoraux

### Élections législatives
| Année | Parti  | Parti | Circonscription | 1er tour | 1er tour | 1er tour | 2d tour | 2d tour | 2d tour | Issue    |
| Année | Parti  | Parti | Circonscription | Voix     | %        | Rang     | Voix    | %       | Rang    | Issue    |
| ----- | ------ | ----- | --------------- | -------- | -------- | -------- | ------- | ------- | ------- | -------- |
| 2022  |        | LREM  | 2e de la Marne  | 6 964    | 21,23    | 3e       |         |         |         | Éliminée |
| 2023  |        | RE    | 2e de la Marne  | 5 227    | 30,03    | 2e       | 9 047   | 51,80   | 1re     | Élue     |
| 2024  | 14 756 | RE    | 2e de la Marne  | 30,39    | 2e       | 27 511   | 58,08   | 1re     | Élue    |          |

### Élections départementales
| Année | Parti | Parti | Colistier                | Canton  | 1er tour | 1er tour | 1er tour | 2d tour | 2d tour | 2d tour | Issue |
| Année | Parti | Parti | Colistier                | Canton  | Voix     | %        | Rang     | Voix    | %       | Rang    | Issue |
| ----- | ----- | ----- | ------------------------ | ------- | -------- | -------- | -------- | ------- | ------- | ------- | ----- |
| 2015  |       | UMP   | Vincent Verstraete (UDI) | Reims-7 | 1 972    | 30,80    | 1re      | 3 791   | 65,96   | 1re     | Élue  |
| 2021  |       | LR    | Vincent Verstraete (UDI) | Reims-7 | 1 350    | 40,82    | 1re      | 2 069   | 62,75   | 1re     | Élue  |